# گریت بدو
گریت بدو (به انگلیسی: Great Baddow) یک روستا و محله مدنی در بریتانیا است که در چلمزفورد واقع شده‌است. گریت بدو ۱۴٬۶۵۰ نفر جمعیت دارد.